# Слободка-Скипчанская
Слободка-Скипчанская (укр. Слобідка-Скипчанська) — село в Чемеровецком районе Хмельницкой области Украины.
Население по переписи 2001 года составляло 266 человек. Почтовый индекс — 31624. Телефонный код — 3859. Занимает площадь 1,45 км². Код КОАТУУ — 6825287401.

## Местный совет
31622, Хмельницкая обл., Чемеровецкий р-н, с. Вишневчик, ул. Щорса, 3